# Lijst van voetbalinterlands Roemenië - Slowakije
Deze lijst van voetbalinterlands is een overzicht van alle officiële voetbalwedstrijden tussen de nationale teams van Roemenië en Slowakije. De landen speelden tot op heden twaalf keer tegen elkaar. Het eerste duel, een vriendschappelijke wedstrijd, werd gespeeld in Boekarest op 12 oktober 1941. De laatste ontmoeting, een groepswedstrijd tijdens het Europees kampioenschap voetbal 2024, vond plaats op 26 juni 2024 in Frankfurt am Main (Duitsland).

## Wedstrijden
| №  | Plaats            | Datum            | Competitie           | Wedstrijd            | Uitslag |
| -- | ----------------- | ---------------- | -------------------- | -------------------- | ------- |
| 1  | Boekarest         | 12 oktober 1941  | Vriendschappelijk    | Roemenië – Slowakije | 3 – 2   |
| 2  | Bratislava        | 23 augustus 1942 | Vriendschappelijk    | Slowakije – Roemenië | 1 – 0   |
| 3  | Boekarest         | 13 juni 1943     | Vriendschappelijk    | Roemenië – Slowakije | 2 – 2   |
| 4  | Boekarest         | 12 november 1994 | EK 1996 kwalificatie | Roemenië – Slowakije | 3 – 2   |
| 5  | Košice            | 15 november 1995 | EK 1996 kwalificatie | Slowakije – Roemenië | 0 – 2   |
| 6  | Boekarest         | 27 maart 1999    | EK 2000 kwalificatie | Roemenië – Slowakije | 0 – 0   |
| 7  | Bratislava        | 4 september 1999 | EK 2000 kwalificatie | Slowakije – Roemenië | 1 – 5   |
| 8  | Ploiești          | 25 april 2001    | Vriendschappelijk    | Roemenië – Slowakije | 0 – 0   |
| 9  | Larnaca           | 12 februari 2003 | Vriendschappelijk    | Roemenië – Slowakije | 2 – 1   |
| 10 | Larnaca           | 9 februari 2005  | Vriendschappelijk    | Roemenië – Slowakije | 2 – 2   |
| 11 | Boekarest         | 14 augustus 2013 | Vriendschappelijk    | Roemenië – Slowakije | 1 – 1   |
| 12 | Frankfurt am Main | 26 juni 2024     | EK 2024              | Slowakije – Roemenië | 1 – 1   |

## Samenvatting
| Competitie        | Totaal gespeeld | Winst Roemenië | Gelijk | Winst Slowakije | Doelsaldo Roemenië – Slowakije |
| ----------------- | --------------- | -------------- | ------ | --------------- | ------------------------------ |
| EK-eindronde      | 1               | 0              | 1      | 0               | 1 − 1                          |
| EK-kwalificatie   | 4               | 3              | 1      | 0               | 10 − 3                         |
| Vriendschappelijk | 7               | 2              | 4      | 1               | 10 − 9                         |
| Totaal            | 12              | 5              | 6      | 1               | 21 − 13                        |

## Details

### Eerste ontmoeting
| Vriendschappelijk (Boekarest, Roemenië, 12 oktober 1941): |              | |
| Roemenië | 3 – 2        | Slowakije |
| Kostas Houmis 29' Silviu Bindea 44' Silviu Bindea 50' | goals        | 15' Jozef Kuchár 58' František Bolček |
| Virgil Economu | bondscoach   | Štefan Priboj |
| Robert Sadowski Iosif Lengheriu Alexandru Negrescu Ion Şiclovan Gheorghe Răşinaru 35' Ioachim Moldoveanu Silviu Bindea Silviu Ploeşteanu Kostas Houmis Bazil Marian Ionică Bogdan | opstellingen | Teodor Reimann Anton Ujváry Ľudovít Rado Ervín Kováč Tomáš Porubský Štefan Biró František Bolček 66' Jozef Bielek Ján Arpáš Jozef Kuchár Ľudovít Dubovský |
| Gheorghe Constantinescu 35' | wissels      | 66' Jozef Luknár |

### Tweede ontmoeting
| Vriendschappelijk (Bratislava, Slowakije, 23 augustus 1942): |              | |
| Slowakije | 1 – 0        | Roemenië |
| František Bolček 15' | goals        | |
| Ferdinand Daučík | bondscoach   | Ion Lăpuşneanu |
| Teodor Reimann 87' Vladimír Venglár Ľudovít Rado Ervín Kováč Tomáš Porubský Ivan Chodák František Bolček Anton Malatinský Štefan Biró Jozef Luknár Ján Podhradský | opstellingen | Dumitru Pavlovici Iacob Felecan Alexandru Negrescu Nicolae Simatoc Alexandru Drăgan Ioachim Moldoveanu Ionică Bogdan Bazil Marian Gheorghe Constantinescu Ion Mihăilescu Traian Iordache |
| Jozef Molnár 87' | wissels      | |

### Derde ontmoeting
| Vriendschappelijk (Boekarest, Roemenië, 13 juni 1943): |              | |
| Roemenië | 2 – 2        | Slowakije |
| Marian Bazil 12' Iosif Kovacs 48' | goals        | 50' Jozef Balázsy 88' František Bolček |
| Emerich Vogl | bondscoach   | Ferdinand Daučík |
| Mircea David Ioachim Moldoveanu Iacob Felecan Gheorghe Constantinescu Alexandru Mari Ioan Wetzer 75' Iosif Kovacs Bazil Marian Gheorghe Popescu 40' Kostas Houmis Ştefan Filote | opstellingen | Teodor Reimann Viliam Vanák Štefan Stankovič Jozef Bielek Tomáš Porubský 46' Tibor Kováč František Bolček Ján Arpáš Jozef Balázsy Ľudovít Venutti Miroslav Danko |
| Vasile Naciu 40' Ion Lupaş 75' | wissels      | 46' Anton Malatinský |

### Vierde ontmoeting
| EK 1996 kwalificatie (Boekarest, Roemenië, 12 november 1994): |              | |
| Roemenië | 3 – 2        | Slowakije |
| Gheorghe Popescu 7' Gheorghe Hagi 47' Daniel Prodan 81' | goals        | 56' Peter Dubovský 79' Miroslav Chvíla |
| Anghel Iordănescu | bondscoach   | Jozef Vengloš |
| Bogdan Stelea Dan Petrescu Daniel Prodan Miodrag Belodedici Dorinel Munteanu Ioan Lupescu Marius Lăcătuș 75' Gheorghe Popescu Florin Răducioiu 85' Gheorghe Hagi Ilie Dumitrescu | opstellingen | Ladislav Molnár Miloš Glonek Tomáš Stúpala Miroslav Chvíla Vladimír Kinder Ondrej Krištofík Róbert Tomaschek Dušan Tittel Ľubomír Moravčík 46' Marek Penksa Peter Dubovský |
| Ion Vlădoiu 75' Daniel Timofte 85' | wissels      | 46' Jaroslav Timko |
| | gele kaarten | 88' Ľubomír Moravčík 90' Miroslav Chvíla |
| - Debuut van Miroslav Chvíla (Slovan Bratislava) voor Slowakije. |              | |

### Vijfde ontmoeting
| EK 1996 kwalificatie (Košice, Slowakije, 15 november 1995): |       |                                        |
| Slowakije                                                   | 0 – 2 | Roemenië                               |
|                                                             | goals | 66' Gheorghe Hagi 82' Dorinel Munteanu |
| - Debuut van Róbert Semeník (FC Košice) voor Slowakije.     |       |                                        |

### Zesde ontmoeting
| EK 2000 kwalificatie (Boekarest, Roemenië, 27 maart 1999):                     |       |           |
| Roemenië                                                                       | 0 – 0 | Slowakije |
|                                                                                | goals |           |
| - Debuut van Vladimír Labant, Marián Šuchančok en Peter Slicho voor Slowakije. |       |           |

### Zevende ontmoeting
| EK 2000 kwalificatie (Bratislava, Slowakije, 4 september 1999): |       |                                                                                               |
| Slowakije                                                       | 1 – 5 | Roemenië                                                                                      |
| Vladimír Labant 22' (pen.)                                      | goals | 6' Adrian Ilie 30' Gheorghe Hagi 66' Liviu Ciobotariu 88' Viorel Moldovan 90' Viorel Moldovan |
| - Debuut van Vladimír Janočko voor Slowakije.                   |       |                                                                                               |

### Achtste ontmoeting
| Vriendschappelijk (Ploiești, Roemenië, 25 april 2001):                                           |       |           |
| Roemenië                                                                                         | 0 – 0 | Slowakije |
|                                                                                                  | goals |           |
| - Debuut van Marek Holly (CSKA Moskou) en Henrich Benčík (FK Artmedia Petržalka) voor Slowakije. |       |           |

### Negende ontmoeting
| Vriendschappelijk (Larnaca, Cyprus, 12 februari 2003):                     |       |                  |
| Roemenië                                                                   | 2 – 1 | Slowakije        |
| Dorinel Munteanu 38' Ionel Ganea 40'                                       | goals | 6' Róbert Vittek |
| - Debuut van Florin Bratu, Ștefan Grigorie en Gabriel Tamaș voor Roemenië. |       |                  |

### Tiende ontmoeting
| Vriendschappelijk (Larnaca, Cyprus, 9 februari 2005): |       |                                       |
| Roemenië                                              | 2 – 2 | Slowakije                             |
| Daniel Pancu 38' (pen.) Daniel Oprița 89'             | goals | 12' Róbert Vittek 44' Miroslav Karhan |

### Elfde ontmoeting
| Vriendschappelijk (Boekarest, Roemenië, 14 augustus 2013): |              | |
| Roemenië | 1 – 1        | Slowakije |
| Bogdan Stancu 44' | goals        | 46' Stanislav Šesták |
| Victor Pițurcă | bondscoach   | Ján Kozák |
| Ciprian Tătărușanu Iasmin Latovlevici Alexandru Mățel 71' Vlad Chiricheș Valerică Găman 46' Costin Lazăr 46' Gabriel Torje 62' Cristian Tănase 76' Ovidiu Hoban Alexandru Maxim 46' Bogdan Stancu | opstellingen | Ján Mucha Peter Pekarík Marián Čišovský Ján Ďurica 62' Tomáš Kóňa 78' Stanislav Šesták 65' Marek Hamšík Juraj Kucka 62' Michal Breznaník 69' Vladimír Weiss 46' Martin Jakubko |
| Dorin Goian 46' Mihai Pintilii 46' Gheorghe Grozav 46' Bănel Nicoliță 62' Constantin Nica 71' Ciprian Marica 76'                                                                                  | wissels      | 46' Adam Nemec 62' Kornel Saláta 62' Viktor Pečovský 65' Samuel Štefánik 69' Róbert Mak 78' David Depetris                                                                     |
| Costin Lazăr 23' Constantin Nica 90+3' | gele kaarten | 33' Tomáš Kóňa 41' Marián Čišovský 73' Ján Ďurica |
| - Debuut van Constantin Nica (Atalanta) voor Roemenië. - Debuut van David Depetris (Çaykur Rizespor) en Samuel Štefánik (AS Trenčín) voor Slowakije.                                              |              | |